# Bolu (circonscription électorale)
La circonscription électorale de Bolu correspond à la province du même nom et envoie 3 députés à la Grande Assemblée nationale de Turquie.

## Composition
La circonscription de Bolu est divisée en 9 districts (ilçe). Chaque district est composé d'un chef-lieu et de municipalités (communes et villages).

## Résultats électoraux

### Élections législatives de juin 2015
| Partis                   | Partis                                        | Voix | %   | Sièges | +/-           | Élus                        |
| ------------------------ | --------------------------------------------- | ---- | --- | ------ | ------------- | --------------------------- |
|                          | Parti de la justice et du développement (AKP) |      |     | 2      |               | Ali Ercoşkun et Fehmi Küpçü |
|                          | Parti républicain du peuple (CHP)             |      |     | 1      | en stagnation | Tanju Özcan                 |
|                          |                                               |      |     |        |               |                             |
| Total                    | Total                                         |      | 100 | 3      | en stagnation | -                           |
| Inscrits / participation |                                               |      |     |        |               |                             |

### Élections législatives de novembre 2015
| Partis                   | Partis                                        | Voix | %   | Sièges | +/-           | Élus                        |
| ------------------------ | --------------------------------------------- | ---- | --- | ------ | ------------- | --------------------------- |
|                          | Parti de la justice et du développement (AKP) |      |     | 2      | en stagnation | Ali Ercoşkun et Fehmi Küpçü |
|                          | Parti républicain du peuple (CHP)             |      |     | 1      | en stagnation | Tanju Özcan                 |
|                          |                                               |      |     |        |               |                             |
| Total                    | Total                                         |      | 100 | 3      | en stagnation | -                           |
| Inscrits / participation |                                               |      |     |        |               |                             |

### Élections législatives de 2018
| Partis                   | Partis                                        | Voix    | %     | Sièges | +/-           | Élus                      |
| ------------------------ | --------------------------------------------- | ------- | ----- | ------ | ------------- | ------------------------- |
|                          | Parti de la justice et du développement (AKP) | 105 102 | 52,13 | 2      | en stagnation | Arzu Aydın et Fehmi Küpçü |
|                          | Parti républicain du peuple (CHP)             | 40 954  | 20,31 | 1      | en stagnation | Tanju Özcan               |
|                          | Parti d'action nationaliste (MHP)             | 30 123  | 14,94 | 0      | en stagnation |                           |
|                          | Le Bon Parti (İYİ)                            | 17 235  | 8,55  | 0      | Nv.           |                           |
|                          | Parti démocratique des peuples (HDP)          | 4 188   | 2,08  | 0      | en stagnation |                           |
|                          | Parti de la félicité (SP)                     | 3 069   | 1,52  | 0      | en stagnation |                           |
|                          | Parti patriote (VATAN)                        | 578     | 0,29  | 0      | en stagnation |                           |
|                          | Parti de la cause libre (HÜDA PAR)            | 382     | 0,19  | 0      | en stagnation |                           |
|                          |                                               |         |       |        |               |                           |
| Total                    | Total                                         | 201 631 | 100   | 3      | en stagnation | -                         |
| Inscrits / participation | Inscrits / participation                      | 223 121 | 89,52 |        |               |                           |

### Élections législatives de 2023
| Partis                   | Partis                                        | Voix    | %     | Sièges | +/-           | Élus               |
| ------------------------ | --------------------------------------------- | ------- | ----- | ------ | ------------- | ------------------ |
|                          | Parti de la justice et du développement (AKP) | 80 727  | 37,02 | 1      | 1             | Yüksel Coşkunyürek |
|                          | Parti d'action nationaliste (MHP)             | 50 726  | 23,26 | 1      | 1             | İsmail Akgül       |
|                          | Parti républicain du peuple (CHP)             | 47 723  | 21,89 | 1      | en stagnation | Türker Ateş        |
|                          | Le Bon Parti (İYİ)                            | 16 195  | 7,43  | 0      | en stagnation |                    |
|                          | Nouveau parti de la prospérité (YRP)          | 7 026   | 3,22  | 0      | Nv.           |                    |
|                          | Parti de la victoire (ZP)                     | 4 154   | 1,90  | 0      | Nv.           |                    |
|                          | Parti de la gauche verte (YSP)                | 2 446   | 1,12  | 0      | en stagnation |                    |
|                          | Parti de la patrie (M)                        | 2 160   | 0,99  | 0      | Nv.           |                    |
|                          | Parti de la grande unité (BBP)                | 1 648   | 0,76  | 0      | en stagnation |                    |
|                          | Parti des travailleurs de Turquie (TIP)       | 1 358   | 0,62  | 0      | en stagnation |                    |
|                          | Parti de la justice (AP)                      | 834     | 0,38  | 0      | Nv.           |                    |
|                          | Parti de la mère patrie (ANAP)                | 701     | 0,32  | 0      | en stagnation |                    |
|                          | Parti jeune (GP)                              | 557     | 0,26  | 0      | en stagnation |                    |
|                          | Parti de la justice et de l'unité (AB)        | 374     | 0,17  | 0      | Nv.           |                    |
|                          | Parti de la nation (MP)                       | 212     | 0,10  | 0      | en stagnation |                    |
|                          | Parti des droits et libertés (HAK)            | 202     | 0,09  | 0      | en stagnation |                    |
|                          | Parti communiste de Turquie (TKP)             | 198     | 0,09  | 0      | en stagnation |                    |
|                          | Parti patriote (VATAN)                        | 196     | 0,09  | 0      | en stagnation |                    |
|                          | Parti de gauche (SOL)                         | 163     | 0,07  | 0      | en stagnation |                    |
|                          | Parti de libération du peuple (HKP)           | 149     | 0,07  | 0      | en stagnation |                    |
|                          | Parti de l'union du pouvoir (GBP)             | 129     | 0,06  | 0      | Nv.           |                    |
|                          | Parti de la route nationale (MYP)             | 96      | 0,04  | 0      | Nv.           |                    |
|                          | Mouvement communiste (TKH)                    | 60      | 0,03  | 0      | Nv.           |                    |
|                          | Parti de l'innovation (YP)                    | 58      | 0,03  | 0      | Nv.           |                    |
|                          |                                               |         |       |        |               |                    |
| Total                    | Total                                         | 218 092 | 100   | 3      | en stagnation | -                  |
| Inscrits / participation | Inscrits / participation                      | 236 464 | 91,42 |        |               |                    |